# Navadna žlička
Navadna žlička (znanstveno ime Auriscalpium vulgare) je gliva iz rodu žličk (Auriscalpum).

## Značilnosti
Klobuček je srčaste oblike. Je ploščat, tanek in elastičen. Gornja površina je ščetinasto kosmata in rjavkaste do temno rjave barve.
Trosovnica je sestavljena iz visečih iglic, ki so ostre in žilave, dolge od 2–3 mm. Najprej so svetle barve, kasneje potemnijo.
Bet je pritrjen na klobuk pri strani. Je valjast, tanek, žilav in žametast po celi dolžini.

## Razširjenost in življenjski prostor
Navadna žlička je gniloživka in raste posamezno ali v manjših skupinah na odpadlih in zakopanih storžih iglavcev, najraje od rdečega bora.

## Mikroskopske značilnosti
Trosni odtis je bele barve. Trosi so kroglasi, prosojni in prekriti z majhnimi izboklinami. Merijo 4,6 × 4–5 µm. So amioloidni in se obarvajo v metilenskem modrilu.

## Podobne vrste
- smrekova storževka (Strobilurus esculentus) raste na storžih, a ima lističasto trosovnico in centralno nameščen bet.
- rdečkasti ježek (Hydnum rufescens) ima igličasto trosovnico, a je večji in ne raste na storžih.
- ščetinasti zobatec (Gloiodon strigosus) je bližnji sorodnik navadne žličke in ima podobno trosovnico, sicer pa je skorjaste oblike.

## Uporabnost
Velja za neužitno zaradi žilavosti in majhne velikosti, čeprav vir iz leta 1887 navaja, da jo nabirajo in uživajo v Franciji in Italiji.

## Galerija slik
- Ilustracija
- Mlade gobe na storžu
- Igličasta trosovnica
- Klobuk
- Slika bodice pod mikroskopom obarvane z Melzerjevim reagentom